# Jaydon Mickens
Jaydon Mickens (Los Angeles, 21 aprile 1994) è un giocatore di football americano statunitense che milita nel ruolo di wide receiver per i Tampa Bay Buccaneers della National Football League (NFL).

## Carriera

### Oakland Raiders
Mickens firmò con gli Oakland Raiders dopo non essere stato scelto nel Draft il 12 maggio 2016. Fu svincolato il 3 settembre e rifirmò con la squadra di allenamento il giorno successivo. Fu svincolato definitivamente il 2 settembre 2017.

### Jacksonville Jaguars
Il 19 settembre 2017, Mickens firmò con la squadra di allenamento dei Jacksonville Jaguars. Fu promosso nel roster attivo il 21 ottobre 2017. Nella settimana 9 contro i Cincinnati Bengals fece registrare un touchdown su un ritorno di punt da 63 yard, venendo premiato come giocatore degli special team della AFC della settimana.. Come ricevitore ebbe una sola ricezione prima della settimana 15, ma ne fece registrare 4 per 61 yard e 2 touchdown nella vittoria per 45–7 su Houston.
Il 15 ottobre 2018, Mickens fu inserito in lista infortunati dopo la frattura della caviglia della settimana 6.

### Carolina Panthers
Il 24 luglio 2019, Mickens firmò con i Carolina Panthers. Fu svincolato il 30 agosto 2019.

### Tampa Bay Buccaneers
IL 19 dicembre 2019 Mickens firmò con i Tampa Bay Buccaneers. Il 30 dicembre 2020 fu promosso nel roster attivo. Il 7 febbraio 2021 scese in campo nel Super Bowl LV contro i Kansas City Chiefs campioni in carica nella vittoria per 31-9, conquistando il suo primo titolo.

## Palmarès
- Super Bowl : 1

Tampa Bay Buccaneers: LV
- National Football Conference Championship: 1

Tampa Bay Buccaneers: 2020